# David Layzer
David Raymond Layzer (* 31. Dezember 1925 in Cleveland, Ohio; † 16. August 2019 in Belmont, Massachusetts) war ein US-amerikanischer Astrophysiker und Kosmologe.
Layzer studierte an der Harvard University mit dem Bachelor-Abschluss 1947 und der Promotion 1950 in theoretischer Astrophysik. Titel seiner Doktorarbeit war :Two problems in the theory of atomic spectra: orbit-orbit interaction and central fields (1950). 1951/52 war er Lecturer an der University of California, Berkeley, 1952/53 an der Princeton University und ab 1953 wieder in Harvard, wo er 1955 Lecturer wurde und 1960 Professor für Astronomie. Ab 1980 war er Donald H. Menzel Professor für Astrophysik.
Nach Layzer ist der Zeitpfeil mit der Entwicklung aus speziellen Anfangsbedingungen im Universum und der nachfolgenden Entropiezunahme im Rahmen der Expansion des Universums verbunden, wobei die Expansion schneller erfolgte als die für die Einstellung eines thermodynamischen Gleichgewichts maximaler Entropie nötigen Prozessraten, so dass die Entropie des Universums hinter der maximal möglichen Entropie ständig zurückblieb. Das schuf Raum für die Entwicklung von Ordnung im Universum (aufgefasst als negative Entropie bzw. Information, die im Anfangszustand nach Layzer noch kaum vorhanden war) und löst damit ein grundlegendes Paradoxon, da die Ordnung aufgrund des zweiten Hauptsatzes in geschlossenen Systemen wie dem Universum eigentlich abnehmen sollte.
Bezüglich der Ursache des freien Willens vertrat Layzer die Auffassung, dass diese unabhängig von der quantenmechanischen Unsicherheit im mikroskopischen Bereich ist. Nach Layzer gibt es unabhängig von der Quantenmechanik im makroskopischen Bereich Quellen von Unvorhersagbarkeit, die mit den Rand- und Anfangsbedingungen von Prozessen zu tun haben. Ähnliches trifft nach Layzer auch die Vorhersagbarkeit der evolutiven Entwicklung zu. In dem Sinn ist die Biologie nach Layzer auch nicht auf die Physik reduzierbar.
Neben theoretischer Astrophysik und Kosmologie befasste er sich auch mit Atomphysik und Ionosphären-Physik, Populationsgenetik und Evolution, dem Meßproblem und dem Problem freien Willens im Rahmen der Quantenmechanik.
Er war ab 1959 verheiratet und hatte sechs Kinder.
Layzer war ab 1963 Mitglied der American Academy of Arts and Sciences.

## Schriften (Auswahl)
- Cosmic Evolution and Thermodynamic Irreversibility, Pure and Applied Chemistry, Band 22, 1970, S.  457–468.
- The arrow of time, Scientific American, Dezember 1975
- A Macroscopic Approach to Population Genetics, Journal of Theoretical Biology, Band 73, 1978, S. 769–788.
- Genetic Variation and Progressive Evolution, American Naturalist, Band 115, 1980, S. 809–826.
- Quantum Mechanics, Thermodynamics, and the Strong Cosmological Principle, in: Abner Shimony, Herman Feshbach (Hrsg.), Physics as Natural Philosophy, MIT Press 1982, S. 240–262
- Growth of Order in the Universe, in: B. H. Weber, D. J. Depew, J. D. Smith (Hrsg.), Entropy, Information, and Evolution: New Perspectives on Physical and Biological Evolution, MIT Press 1988, S. 23–40
- Cosmogenesis. The growth of order in the universe, Oxford UP 1990
  - Deutsche Übersetzung von Anita Ehlers:  Die Ordnung des Universums. Vom Urknall zum menschlichen Bewußtsein, Insel 1995